# Камшиче
 Тази статия е за клетъчния органел.  За растението вижте Камшик (растение).  
Камшѝче или флагѐлум (от лат. flagellum) – нишковиден протоплазмен придатък (органел) на клетка на прокариотен или еукариотен организъм, който служи за придвижване в течна среда. Камшичетата на прокариотите и тези на еукариотите значително се различават по размер, протеинов състав и структура. Тези на прокариотите са с дебелина 10–20 nm и дължина 3–15 µm, а на еукариотите са с дебелина 200 nm и дължина до 200 µm. Камшичетата имат въртеливо движение по часовниковата стрелка при едни видове и в обратна посока при други.